# Polydesmus saussurii
Polydesmus saussurii är en mångfotingart som beskrevs av Jean-Henri Humbert. Polydesmus saussurii ingår i släktet Polydesmus och familjen plattdubbelfotingar. Inga underarter finns listade i Catalogue of Life.